# Цитадель Лафер'єр
19°34′25″ пн. ш. 72°14′38″ зх. д. / 19.57361° пн. ш. 72.24389° зх. д.
Цитадель Лафер'єр (фр. Citadelle Laferrière, також пишеться La Ferrière; гаїт. креол. Sitadèl-Laferyè, або «Фортеця Анрі Крістофа») — велика фортеця, збудована в 1804—1817 роках за наказом короля Анрі Крістофа на вершині 1000-метрової гори на півночі Гаїті. Фортеця розташована за 27 км від міста Кап-Аїтьєн та за 8 км від містечка Міло і є найбільшою фортифікаційною спорудою Західної півкулі.
Масивна кам'яна структура була збудована 20 тисячами рабів між 1805 і 1820 роками в рамках спорудження системи укріплень, призначених оберегти Гаїті, що нещодавно отримала незалежність, від вторгнення французів. Цитадель знаходиться за кілька кілометрів від узбережжя не вершині гори Бонне-л'Евек, що домінує над місцевістю. Круті схили гори допомагають захищати фортецю та дають чудовий кругозір навколишніх долин. З фортеці можна побачити місто Кап-Аїтьєн та Атлантичний океан, а у ясні дні — навіть східне узбережжя Куби, розташоване приблизно за 90 км від фортеці.
Фортеця була озброєна 365 гарматами різноманітних розмірів. У дворі фортеці все ще складені піраміди гарматних ядер. Після будівництва фортеця витримала майже непошкодженою кілька руйнівних землетрусів, проте французи так ніколи і не атакували Гаїті.
Анрі Крістоф розпочав роботи по будівництву фортеці в 1805 році. На той час він був генералом гаїтянської армії та верховним адміністратором північного регіону країни. В 1806 році, разом з Александром Петьйоном, Крістоф здійснив переворот проти імператора Гаїті Жана-Жака Дессаліна. Смерть Дессаліна привела до боротьби за владу між Крістофом і Петьйоном, а результаті якої в 1807 році Гаїті була розділена на північну та південну частини, під владою Крістофа знаходилася північна частина. В 1811 році він проголосив себе її королем.
Цитадель Лафер'єр була частиною системи укріплень, що також включала Фотр Жак і Форт Александр, збудовані на горах біля Порт-о-Пренс за наказом імператора Дессаліна. У випадку нападу, Крістоф планував знищити всі запаси продовольства на узбережжі та відступити до фортеці, влаштовуючи засідки уздовж єдиного шляху до фортеці.

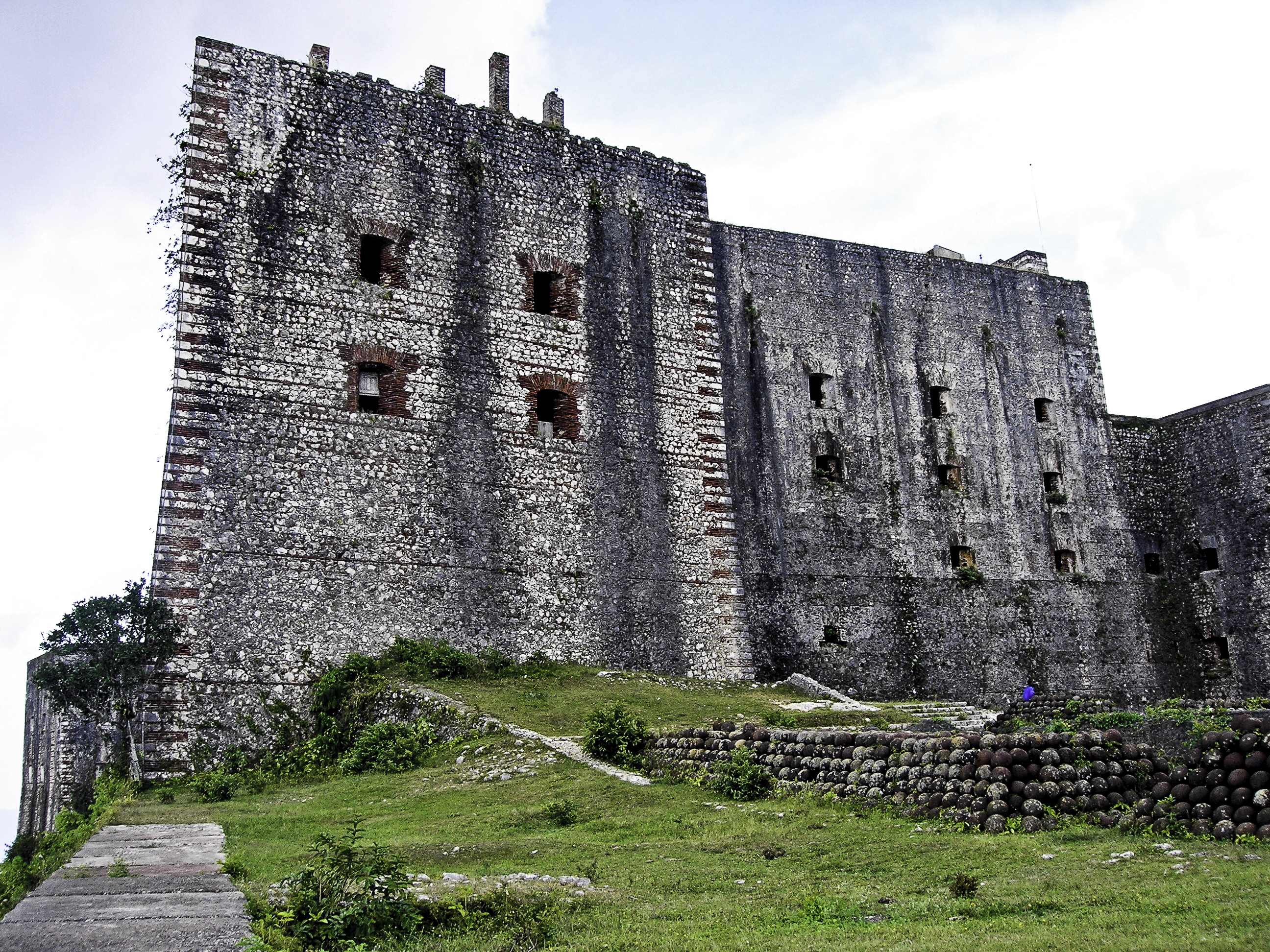
Мур Цитаделі

Сам Анрі Крістоф переніс інсульт в 1820 році, після чого був частково паралізований, а в його армії почалися повстання. Не маючи можливості взяти ситуацію під свій контроль, він закінчив життя самогубством, за легендою, вистріливши в себе срібною кулею. Його прихильники поховали його до дворі фортеці, щоб запобігти знущанню над тілом колишнього монарха.
Величезні розміри фортеці зробили її національним символом Гаїті, її зображення містяться на туристичних постерах, грошових купюрах та поштових марках країни. Стіни фортеці піднімаються над вершиною гори на 40 м, а весь комплекс, включаючи двір з гарматними ядрами, хоча і без навколишнього простору, вкриває площу 9720 м². Фундамент фортеці закладений безпосередньо на скельні породи гори та скріплені сумішшю вапна, патоки і крові тварин.

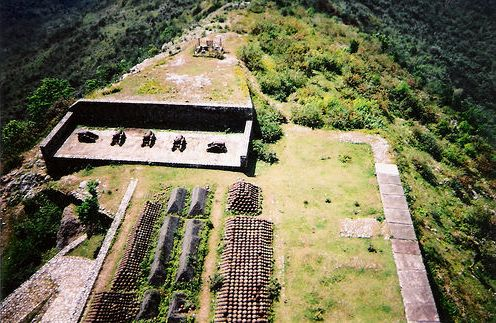
Гарматні ядра на подвір'ї фортеці

Великі комори фортеці були розраховані на підтримку гарнізону з 5000 солдатів, що мали протриматися протягом року. У фортеці також розміщалися покої для короля, його двору та родини, що мали можливість переїхати сюди у разі потреби. Також тут розміщалися підземні приміщення, бані та пекарня. Цитадель нагадує формами великий корабель, структура має гострі кути, та має різний вигляд залежно від положення глядача. Хоча більша частина укріплень не мах даху, деякі частини прикриті червоною черепицею. Фортеця кілька разів ремонтувалася, хоча великих змін ніколи не робилося і її планування залишилося недоторканим.
Зараз Цитадель є однією з найпопулярніших туристичних пам'яток Гаїті. Доступ до неї здійснюється у супроводженні гіда, якого можна найняти у місті Міло. Відвідувачі повинні заплатити за вхід та зазвичай орендують мула для того, щоб не підніматися на круту гору пішки. Хоча частину шляху можна подолати на повнопривідному автомобілі, часті зсуви роблять таку подорож небезпечною. Більша частина Цитаделі відкрита для відвідування, також дозволяється підніматися на її дах. Хоча в центральній частині країни на початку 21 століття політична ситуація була нестабільною, це не зачепило північні райони, що робить подорожі до Цитаделі популярнішими за подорожі до столиці країни, Порт-о-Пренсу.